# Roman Agora
Roman Agora är en fornlämning i Grekland.   Den ligger i prefekturen Nomarchía Athínas och regionen Attika, i den sydöstra delen av landet, i huvudstaden Aten. Roman Agora ligger 89 meter över havet.
Terrängen runt Roman Agora är varierad.Runt Roman Agora är det mycket tätbefolkat, med 6 472 invånare per kvadratkilometer. Närmaste större samhälle är Aten, 1,0 km nordväst om Roman Agora. Runt Roman Agora är det i huvudsak tätbebyggt.